# Jan Kanty Maszkowski
Jan Kanty Maszkowski (Chorostkiv, 16 ottobre 1794 – Borshchovychi, 20 ottobre 1865) è stato un pittore polacco, autore principalmente di ritratti, dipinti storici e di genere.

## Biografia
Tra il 1813 e il 1818 frequentò la scuola di disegno dell'Università di Leopoli come studente di Józef Buisset, mentre tra il 1818 e il 1820 studiò pittura all'Accademia di belle arti di Vienna, dove aveva come insegnanti Heinrich Friedrich Füger e Giovanni Battista Lampi; nel periodo 1820-1824 fu invece a Roma presso l'Accademia nazionale di San Luca, e visitò anche Napoli, Firenze e Venezia. Nel biennio 1824-1825 fu nuovo a Vienna. Dal maggio 1825 insegnò disegno e pittura alla scuola di disegno dell'Università di Leopoli. Come allievi ebbe Konstanty Dzbański, Artur Grottger, Juliusz Kossak, Florian Lunda, Karol Młodnicki, Szczęsny Morawski, Aleksander Raczyński, Henryk Rodakowski, Stanisław Tarnowski, Franciszek Tepa e il suo stesso figlio, Marceli Maszkowski.

## Famiglia
Maszkowski ebbe sei figli: Karol (1831-1886), rettore del Politecnico di Leopoli, Marceli (1837-1862), ritrattista, Rafał (1838-1901), violinista e direttore d'orchestra, Franciszka, Fryderyka e Joanna. Fu anche nonno di Karol Zyndram Maszkowski (1868-1938).

## Opere
Le opere di Jan Maszkowski sono conservate al Museo Nazionale di Cracovia, al Museo Nazionale di Breslavia, all'Ossolineum, e anche in Ucraina.
Ritratti:
- Ritratto di Francesco I (Portret Franciszka I, 1834);[1]
- Ritratto del conte Olizar (Portret hr. Olizara)[1]
- Ritratto del paesaggista A. Lange (Portret pejzażysty A. Lange, 1837);[1]
- Ritratto di Józef Maksymilian Ossoliński;[1]
- Piccola casa di carte (Ritratto di Fryderyka e Rafał Maszkowski), prima del 1850;[1]
- Ritratto di giovane uomo ( Portret młodego meżczyzny, 1848);[4]
- Ritratto di Marceli Maszkowski, suo figlio (1856);[4]
- Ritratto di donna in cofano bianco (Portret kobiety w białym czepku, 1840, Museo Nazionale di Varsavia);[1]

Dipinti di carattere storico:
- Dalila che taglia i capelli di Sansone (Dalila ucinająca włosy Samsonowi, 1820-1824);[1]
- Bolesław Chrobry a Kiev (Bolesław Chrobry w Kijowie);[1]
- Jan III Sobieski (1835);[4]
- Ritratto di Władysław IV re di Polonia (Władysław IV, król Polski)[1]
- Autoritratto con cappuccio a punta quadrata (Autoportret w konfederatce, 1840);[4]
- Difesa di Trembowla (Obrona Trembowli, 1848);[4] Chrzanowska in difesa di Trembowla (Chrzanowska w obronie Trembowli, 1820-1824);[1]
- Abito di Jan Samuel Chrzanowski, difensore di Trembowla (Strój Jana Samuela Chrzanowskiego obrońcy Trembowli, acquerello su carta, 1856)[5]
- Ivan Gonty, comandante dei cosacchi, colpevole del massacro di Humań (Ivan Gonty, dowódca kozacki, winny rzezi na Humaniu, acquerello su carta, 1859);[5]

Dipinti di genere:
- Nella taverna di Podolia (W karczmie na Podolu, 1851);[4]
- Festa a Sofijówka (Zabawa w Sofijówce, 1849);
- I genitori benedicono la gioventù (Rodzice błogosławią młodość);
- Signora Twardowska[1] e signor Twardowski [6] (Pani Twardowska e Pan Twardowski, 1859);
- Matrimonio di Cracovia (Krakowskie wesele);[1]
- Giochi nel matrimonio (Gra w mariasza);[1]
- Scena nel tardo pomeriggio vicino al tavolo (Scena podwieczorna przy stole);[1]
- Donna che dà servizi agli ebrei usurai (Kobieta dająca zastaw Żydom lichwiarzom);[1]
- Il corteggiamento dei contadini verso la ragazza (Zaloty chłopa do dziewczyny);[1]
- Giovane donna maritata della periferia di Tarnopola nel XVIII secolo (Młoda mężatka z peryferii Tarnopola w XVIII wieku, acquerello su carta, 1859);[7]
- Contadino della Podolia (Podolski chłop, acquerello su carta, 1856);[5]
- Musicista ebreo a carnevale (Grajek-żyd na zapustach, acquerello su carta, 1859);[8]
- Giorno del Sabbath (Szabas, 1857)[5]
- Musicista ebreo [suona] il contrabbasso nel XVIII secolo (Żyd-grajek na Basetli w XVIII wieku 1859),[9]

Dipinti religiosi:
- Santa Tecla e Michele Arcangelo (Św. Tekla i archanioł Michał, 1830)[1]
- Santa Teresa e San Michele Arcangelo (Św. Teresa i Św. Michał archanioł)
- Sacra Famiglia (Święta Rodzina);
- Madre di Dio (Bogurodzica);[1]
- Matka Boska Częstochowska (per la chiesa di Bernardine a Sokal);[1]
- Santa Barbara (Św. Barbara, per l'Ordine Bernardino di Leopoli);[1]
- Santissima Trinità e Madre di Dio (Św. Trójcę i Bogarodzica, per la chiesa di Seret);[1]

Paesaggi:
- Cascata (Wodospad).[4]

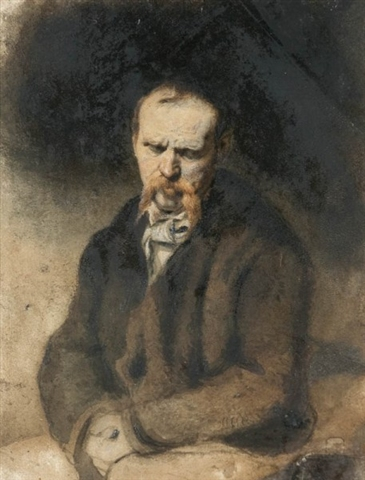
Ritratto di uomo, (prima del 1865)
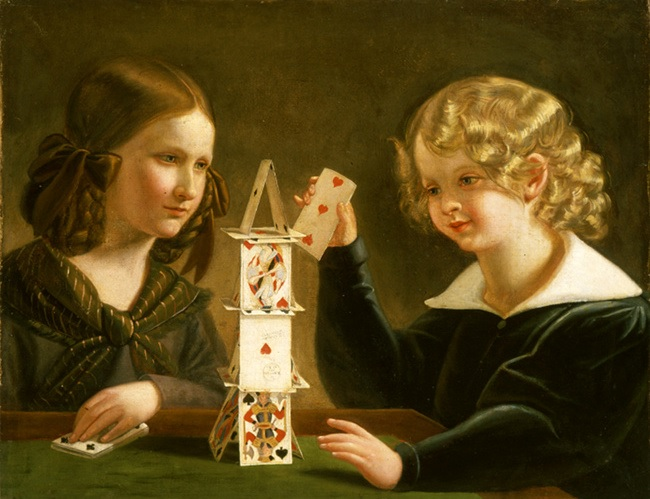
Piccola casa di carte (Ritratto di Fryderyka e Rafał Maszkowski), (prima del 1850).
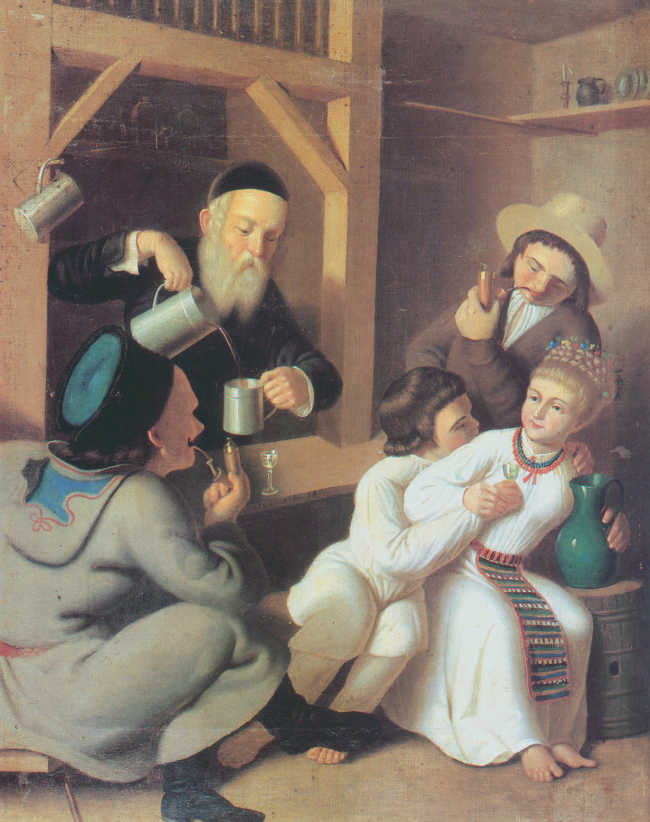
Nella taverna di Podolia, (prima del 1865).
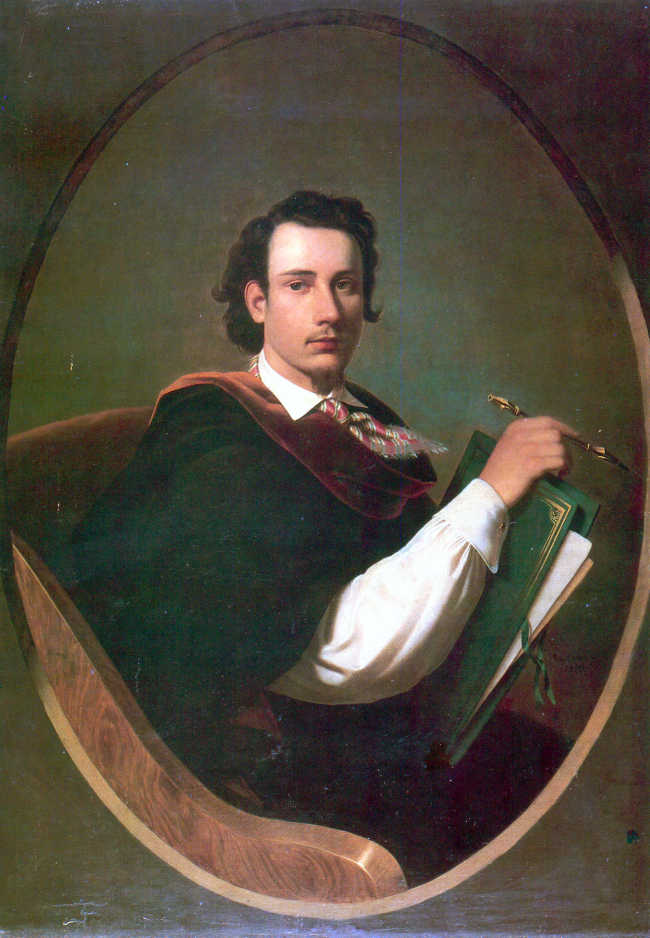
Ritratto di Marceli Maszkowski, (prima del 1865).